# Molly Killingbeck
Mary Elizabeth « Molly » Killingbeck (née le 2 mars 1959 en Jamaïque) est une athlète canadienne.

## Carrière

### Palmarès
| Date | Compétition           | Lieu         | Résultat | Épreuve   | Performance   |
| ---- | --------------------- | ------------ | -------- | --------- | ------------- |
| 1982 | Jeux du Commonwealth  | Brisbane     | 2e       | 4 × 100 m | 43 s 66       |
| 1982 | Jeux du Commonwealth  | Brisbane     | 1er      | 4 × 400 m | 3 min 27 s 70 |
| 1983 | Championnats du monde | Helsinki     | 5e       | 4 × 100 m | 43 s 05       |
| 1983 | Championnats du monde | Helsinki     | 5e       | 4 × 400 m | 3 min 27 s 41 |
| 1984 | Jeux olympiques d'été | Los Angeles  | 2e       | 4 × 400 m | 3 min 21 s 21 |
| 1987 | Jeux panaméricains    | Indianapolis | 8e       | 100 m     | 11 s 98       |
| 1987 | Jeux panaméricains    | Indianapolis | 2e       | 4 × 400 m | 3 min 29 s 18 |
| 1987 | Championnats du monde | Rome         | 4e       | 4 × 100 m | 3 min 24 s 00 |
| 1988 | Jeux olympiques d'été | Los Angeles  | 8e       | 4 × 400 m | DNF           |

### Records
| Épreuve | Performance | Lieu         | Date |
| ------- | ----------- | ------------ | ---- |
| 100 m   | 11 s 98     | Indianapolis | 1987 |
| 400 m   | 51 s 08     |              | 1983 |